# Siphocampylus darienensis
Siphocampylus darienensis är en klockväxtart som beskrevs av Robert Lynch Wilbur. Siphocampylus darienensis ingår i släktet Siphocampylus och familjen klockväxter.
Artens utbredningsområde är Panamá. Inga underarter finns listade i Catalogue of Life.